# 개인의 취향
《개인의 취향》은 2010년 3월 31일부터 2010년 5월 20일까지 방영된 MBC 수목 드라마이다. 이새인 작가의 동명의 소설을 원작으로 한다.
한편, 이 작품은 2008년 윤은혜 주지훈 출연으로 화제가 됐지만 제작사 문제 때문에 편성이 불발되기도 했으며 이 과정에서 해당 작품 자리에는 당초 내 여자 후속 주말 특별기획 드라마로 방영될 예정이었으나 MBC가 2008년 가을개편 때 이 작품을 끝으로 주말 밤 드라마를 폐지하면서 편성이 불발될 뻔한 종합병원 2가 대체 편성됐다.

## 등장인물

### 주요 인물
- 박개인 - 손예진 (아역 : 이승주)
- 전진호 - 이민호 (아역 : 강빛)
- 한창렬 - 김지석
- 김인희 - 왕지혜

### 개인의 주변 인물
- 이영선 - 조은지
- 박철한 - 강신일

### 진호의 주변 인물
- 노상준 - 정성화
- 최도빈 - 류승룡
- 김태훈 - 임슬옹
- 나혜미 - 최은서
- 주장미 - 박해미
- 홍진영

### 창렬의 주변 인물
- 한윤섭 - 안석환
- 김 비서 - 장원영

### 특별 출연
- 이원호 - 봉태규
- 구준표 - 박노식
- 정찬, 송선미 (2회)
- 김준호 (2회)
- 김나영 (4회)
- 그레이슨 - 김기수 (5회)
- 줄리엔 강 (7회)
- 윤은수 - 윤은혜 (8회)
- 김남길 (11회)
- 이영선의 남편 - 조경훈 (16회)
- 권진영 (16회)
- 정용국 (16회)

## 제작진
- 기획 : 한희
- 제작 : 조윤정
- 제작총괄 : 유성식
- 촬영 : 송인혁, 이우곤
- 조명 : 황명호, 김진평
- 동시녹음 : 김영민, 유동석
- 음악 : 조윤정
- 편집 : 백승현
- 미술 : 장태환
- 각본 : 이새인
- 연출 : 손형석, 노종찬

## OST
| #   | 제목                                    | 작사   | 작곡                      | 재생 시간 |
| --- | --------------------------------------- | ------ | ------------------------- | --------- |
| 1.  | 〈말도 안돼〉 (윤하)                    | NANA   | 이관                      | 3:14      |
| 2.  | 〈빗물이 내려서〉 (김태우)              | 김태우 | 이현승                    | 3:43      |
| 3.  | 〈가슴이 뭉클〉 (씨야)                  | 강은경 | 조영수                    | 3:38      |
| 4.  | 〈그대라는 날개〉 (김태우)              | 김태우 | 이현승                    | 3:53      |
| 5.  | 〈사랑 만들기〉 (포미닛)                | 양재선 | 신인수                    | 3:36      |
| 6.  | 〈바보처럼〉 (2AM)                      | 방시혁 | 방시혁                    | 3:14      |
| 7.  | 〈왕벌의 비행〉                         |        | 니콜라이 림스키코르사코프 | 1:21      |
| 8.  | 〈야릇한 느낌〉                         |        |                           | 1:44      |
| 9.  | 〈왕벌의 비행〉 (Piano Ver.)            |        | 니콜라이 림스키코르사코프 | 1:20      |
| 10. | 〈바보처럼〉 (Inst.)                    |        | 방시혁                    | 3:13      |
| 11. | 〈사랑만들기 (Inst.)〉 (Guiter Ver.)    |        | 신인수                    | 3:35      |
| 12. | 〈그대라는 날개〉 (Inst.)               |        | 이현승                    | 3:53      |
| 13. | 〈가슴이 뭉클〉 (Inst.)                 |        | 조영수                    | 3:37      |
| 14. | 〈빗물이 내려서 (Inst.)〉 (Violin Ver.) |        | 이현승                    | 3:45      |
| 15. | 〈말도 안돼 (Inst.)〉 (Piano Ver.)      |        | 이관                      | 3:12      |

## 시청률
아래는 시청률로, 빨간색 수치는 최고 시청률, 파란색 수치는 최저 시청률을 나타낸다.
| 2010년      | 2010년      | 2010년         | 2010년       | 2010년         | 2010년       |
| 회차        | 방송일      | TNmS 시청률    | TNmS 시청률  | AGB 시청률     | AGB 시청률   |
| 회차        | 방송일      | 대한민국(전국) | 서울(수도권) | 대한민국(전국) | 서울(수도권) |
| ----------- | ----------- | -------------- | ------------ | -------------- | ------------ |
| 제1회       | 3월 31일    | 12.7%          | 13.7%        | 12.5%          | 13.8%        |
| 제2회       | 4월 1일     | 11.4%          | 11.9%        | 12.5%          | 14.2%        |
| 제3회       | 4월 7일     | 12.9%          | 14.5%        | 11.5%          | 13.0%        |
| 제4회       | 4월 8일     | 12.8%          | 14.0%        | 10.9%          | 12.7%        |
| 제5회       | 4월 14일    | 13.0%          | 14.3%        | 11.8%          | 13.6%        |
| 제6회       | 4월 15일    | 12.2%          | 13.1%        | 11.1%          | 12.7%        |
| 제7회       | 4월 21일    | 13.6%          | 15.1%        | 11.6%          | 14.0%        |
| 제8회       | 4월 22일    | 13.0%          | 13.9%        | 11.8%          | 13.2%        |
| 제9회       | 4월 28일    | 14.2%          | 15.8%        | 13.1%          | 15.1%        |
| 제10회      | 4월 29일    | 13.9%          | 15.0%        | 12.1%          | 13.7%        |
| 제11회      | 5월 5일     | 16.2%          | 17.6%        | 12.6%          | 14.4%        |
| 제12회      | 5월 6일     | 14.3%          | 15.8%        | 12.3%          | 14.0%        |
| 제13회      | 5월 12일    | 12.1%          | 13.1%        | 10.9%          | 12.6%        |
| 제14회      | 5월 13일    | 13.2%          | 14.3%        | 10.2%          | 11.8%        |
| 제15회      | 5월 19일    | 12.4%          | 13.0%        | 10.4%          | 12.1%        |
| 제16회      | 5월 20일    | 14.3%          | 14.9%        | 11.1%          | 12.4%        |
| 평균 시청률 | 평균 시청률 | 13.3%          | 14.4%        | 11.7%          | 13.3%        |

## 수상
- 2010년 MBC 연기대상 남자 우수상 이민호